# Limba semnelor

Versiunea alfabetului latin a limbajului semnelor

Limba mimico-gestuală (sau limba semnelor) este un limbaj de exprimare prin semne manuale combinat cu gestică, mimică a feței, cuvinte rostite fără sunete și ținută a  corpului, care realizează  gesturi naturale de configurare-spațiu și percepția vizuală prin care persoana surdă poate stabili un canal de comunicare în mediu social, indiferent dacă sunt persoane surde care știu limbajul sau cineva care cunoaște limbajul semnelor. În timp ce un canal de comunicare pentru vorbire este vocal-auditiv, limbajul semnelor se transmite pe un canal gestual-vizual. Interpreții care folosesc limbajul semnelor lucrează în reuniuni la care participă participanți hipoacuzici și realizează interpretarea din limba vorbită în limbajul semnelor și invers. Interpretul stă pe scaun sau în picioare într-un loc cât mai vizibil participanților cu probleme de auz. 
Deși numeroase gesturi și expresii mimice, fiind similare sau identice, se pot recunoaște oriunde dincolo de frontierele naționale sau culturale, nu există o limbă al semnelor unică și universală care să fie înțeleasă de toată lumea. De fapt, în lume există peste 100 și dialecte ale semnelor.

## Originea limbii semnelor

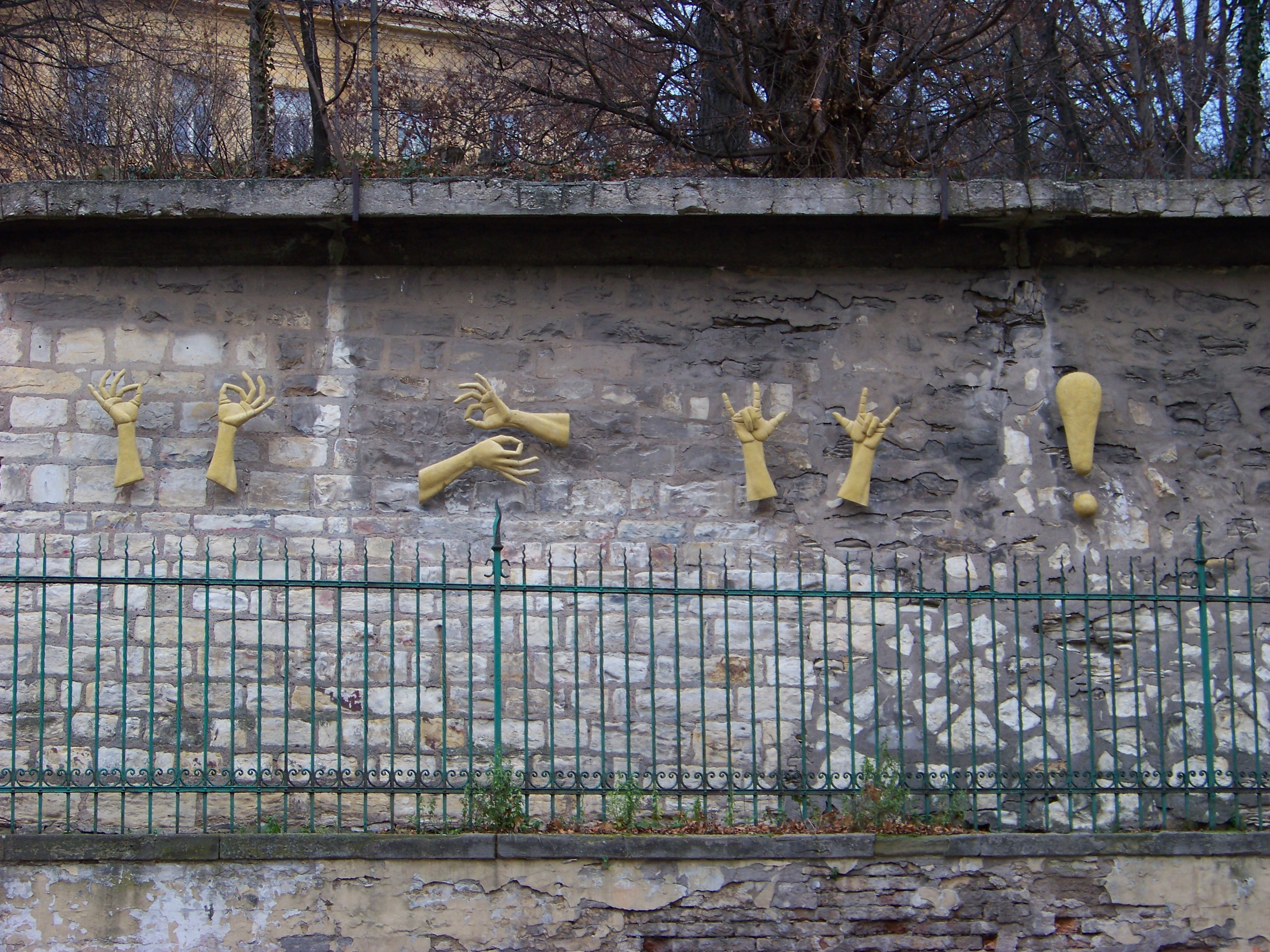
Limbajul semnelor – sculptură pe un zid de piatră: "Viața este minunată, fiți fericiți și iubiți-vă unii cu alții ", de sculptorița cehă Zuzana Čížková; sculptura se află pe strada Holečkova din cartierul Smíchov, Praga.

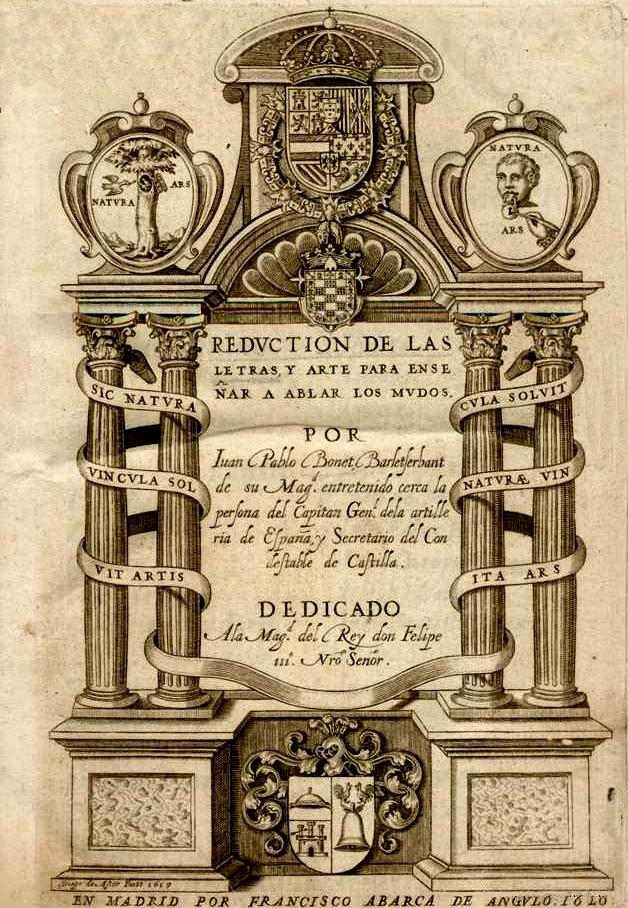
Juan Pablo Bonet, Reducción de las letras y arte para enseñar a hablar a los mudos („Reducere a literelor și artei pentru învățarea oamenilor muți să vorbească”) (Madrid, 1620).

Deși limba semnelor este utilizată în prezent aproape exclusiv de persoanele surde, originea sa este la fel de veche ca cea a limbilor orale sau chiar mai veche în istoria apariției umanității, și a fost și încă mai este folosit de către comunitățile auzitoare.
În fapt, cele mai multe grupuri de amerindienii din regiunile din America de Nord, au folosit limbajul mimico-gestual pentru a se înțelege , vorbind limbaje diferite, cu fonologii foarte diferite. Limbajul a fost folosit chiar și după cuceririle europene.
Un alt caz, de asemenea, american, a fost pe insula Manhattan, unde o singură familie are un număr mare de membri surzi ca urmare a moștenirii unei gene dominante, și care comunică cu limbajul semnelor. Un caz similar a avut loc pe insula Martha's Vineyard la sud de statul Massachusetts, în cazul acesta, datorită numărului mare de angajați surzi care se foloseau de limbajul semnelor, acesta a fost, în general, la fel de folosit ca limbajul vocal, până la începutul secolului XX.
În ciuda acestui fapt, nu există referiri la aceste limbaje, înainte de secolul al șaptesprezece-lea.
În anul 1620 Juan Pablo Bonet a publicat cartea Reducción de las letras y arte para enseñar a hablar a los mudos, astfel a fost primul tratat modern de fonetică și logopedie, în care și-a propus o metodă de educație orală pentru persoanele surde, utilizând un alfabet gestual pre-stabilit, răspândind în întreaga Europă și apoi în întreaga lume, manualul limbajului mimico-gestual, util pentru o mai bună comunicare cu surzi.

## Limba semnelor în Europa
Nu există statistici privind numărul utilizatorilor limbajelor semnelor din Uniunea Europeană, însă sondajul Eurobarometru efectuat în 2001 arăta că 0,2% dintre respondenți cunoșteau un limbaj al semnelor. Dacă extrapolăm acest rezultat la nivel UE, ar însemna că există circa 900 000 de cetățeni care comunică prin limbajul semnelor. Este posibil însă ca aceste cifre să nu reflecte exact realitatea, datorită dimensiunilor mici ale eșantionului chestionat. Conform altor estimări, o persoană dintr-o mie folosește ca primă limbă un limbaj național al semnelor - aceasta ar însemna în jur de 500 000 de cetățeni europeni. Limbajul semnelor poate fi utilizat atât de persoanele surde (pentru care acest limbaj ar putea fi limba maternă), cât și de persoanele cu deficiențe de auz, de prietenii și rudele acestora și de alte persoane (pentru care acest limbaj constituie a doua sau a treia limbă).

## Limba semnelor în România
Nu există în momentul de față nici o statistică oficială cu privire la numărul de persoane care folosesc sau cunosc limbajul semnelor dar conform unor statistice ne-oficiale publicate de Asociația Națională a Surzilor din România în România există peste 30.000 de persoane surde și hipo-acuzice care știu și folosesc limbajul semnelor..
Instituția oficială care se ocupă de limba semnelor (limbajul mimico-gestual) și care editează un dicționar este Asociația Națională a Interpreților Autorizați în Limbajul Mimico-Gestual